# ابوالفضل زاده عطار
ابوالفضل زاده‌عطار (زاده ۱۱ اسفند ۱۳۸۵) بازیکن فوتبال اهل خوزستان است که در پست مهاجم برای باشگاه فوتبال فولاد خوزستان در لیگ برتر خلیج فارس بازی می‌کند.